# Euxoa infausta
Euxoa infausta är en fjärilsart som beskrevs av Walker 1865. Euxoa infausta ingår i släktet Euxoa och familjen nattflyn. Inga underarter finns listade i Catalogue of Life.